# Willy Stiewe

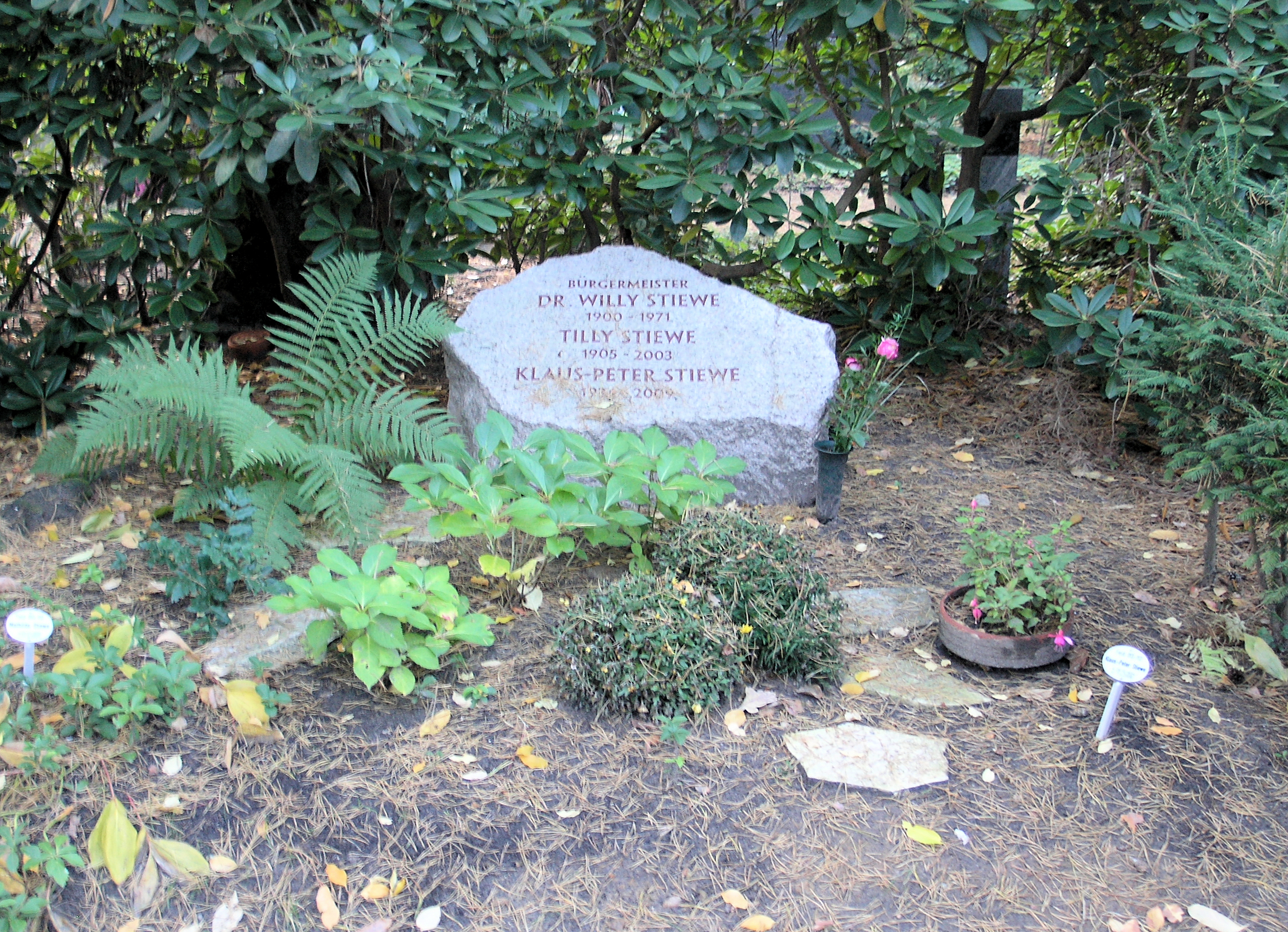
Grabstätte, Hüttenweg 47, in Berlin-Dahlem

Willy Stiewe (* 27. Juni 1900; † 10. September 1971) war ein deutscher Journalist und Kommunalpolitiker.

## Werdegang
Im Anschluss an das Abitur in Berlin nahm Stiewe ein Studium der Rechtswissenschaft auf. Nach dessen Abbruch studierte er Journalismus und Soziologie und promovierte 1936 an der Universität Leipzig zum Dr. phil.
Bereits ab etwa 1921 war er als Redakteur der Großen Berliner Illustrierten journalistisch tätig. Nach verschiedenen Anstellungen als Redakteur war er von 1931 bis 1944 Chefredakteur der Neuen Illustrierten Zeitung.
Mit seiner unter dem Titel Das Pressephoto als publizistischer Mittel veröffentlichten Dissertation, in der den Stand der damaligen publizistischen Forschung zur Pressefotografie formulierte, und den Büchern Das Bild als Nachricht und Foto und Volk gilt er als wichtigster Theoretiker der NS-Bildpropaganda.
Nach Ende des Zweiten Weltkriegs schloss er sich der CDU an und war von 1955 bis 1965 Bezirksbürgermeister im Berliner Stadtbezirk Zehlendorf.
Stiewe wurde auf dem Waldfriedhof in Berlin-Dahlem beigesetzt.

## Ehrungen
- 1965: Großes Verdienstkreuz der Bundesrepublik Deutschland